# Oxford (race ovine)
Pour les articles homonymes, voir Oxford (homonymie).
L'oxford (ou Oxford Down) est une race ovine anglaise qui s'est développée à partir des années 1830 en croisant le cotswold, l'hampshire et le southdown pour former la souche actuelle de la race. Celle-ci est élevée d'abord pour sa chair. L'oxford est plutôt corpulent. Il ne porte pas de cornes, présente une tête et des pattes de couleur brun-noir et il est recouvert d'une toison blanche, plutôt courte. Sa toison est la plus lourde de toutes les races du sud de l'Angleterre et sa carcasse est grande et charnue. Il doit son nom à l'Oxfordshire d'où il est originaire.

## Description

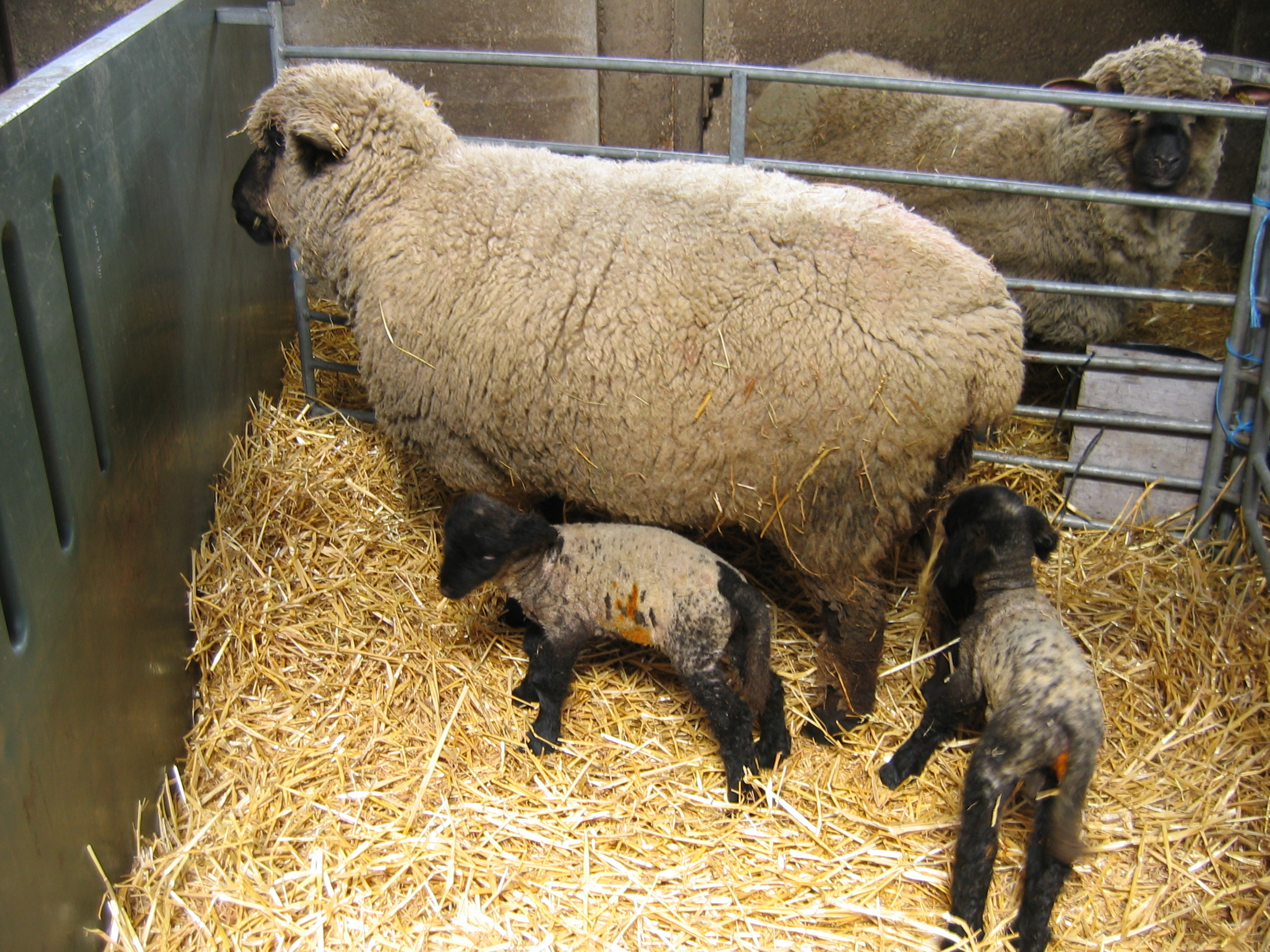
Brebis et ses agneaux.

C'est un mouton au mufle noir et allongé à la toison blanche et aux pattes noir-brun. L'oxford est lourd et de très grande taille, puisque le bélier peut peser jusqu'à 150 kg et la brebis, 113 kg. La toison d'un mouton adulte donne de 3,6 à 5,4 kg par an avec un diamètre de fibre de 30 à 34,5 micromètres. La longueur des boucles de la toison varie de 7,6 à 12,7 cm pour un rendement de 50 à 62%.